# Mrkalji (Oštra Luka)
Mrkalji (szerbül: Мркаљи) falu Bosznia-Hercegovinában, a Szerb Köztársaságban, Oštra Luka községben. Mrkalji falunak a területmegosztás során a Szerb Köztársaasághoz került része.

## Fekvése
Bosznia-Hercegovina nyugati részén, Banja Lukától légvonalban 63, közúton 109 km-re nyugatra, Prijedortól légvonalban 33, közúton 60 km-re délnyugatra, községközpontjától  légvonalban 23, közúton 41 km-re nyugatra, a Japra-patak partján fekszik. 

## Népessége
| Nemzetiségi csoport | Népesség 1991 | Népesség 2013 |
| ------------------- | ------------- | ------------- |
| Szerb               | 39            | 36            |
| Bosnyák             | 0             | 0             |
| Horvát              | 0             | 0             |
| Jugoszláv           | 0             | 0             |
| Egyéb               | 1             | 0             |
| Összesen            | 40            | 36            |

## Története
Mrkalji 1878-ig tartozott az Oszmán Birodalomhoz, majd az Osztrák-Magyar Monarchia része lett. 1879-ben az első osztrák-magyar népszámlálás során a faluban 17 házat, 10 muszlim és 72 ortodox szerb lakost számláltak. 1910-ben Mrkalji községnek Hadrovci és Kozin településekkel együtt 113 háza, 5 muszlim és 676 ortodox szerb lakosa volt. Ebből Mrkalji falu külön 47 házzal és 273 ortodox szerb lakossal rendelkezett. A monarchia szétesésével 1918-ben előbb a Szerb-Horvát-Szlovén Királyság, majd 1929-től a Jugoszláv Királyság része. 1945-től a település a szocialista Jugoszlávia része volt. 1963-ig Ljubija község része volt. A boszniai háború idején a falu szerb félkatonai alakulatok ellenőrzése alatt állt.
A daytoni békeszerződés utáni területmegosztási megállapodás értelmében a háború előtti Mrkalji település kisebb, 3,36 km2 területű része a Boszniai Szerb Köztársasághoz és Oštra Luka községhez került, míg a település nagyobb 5,31 km2 területű, lakatlan része a Bosznia-hercegovinai Föderáció Una-Szanai kantonjában levő Sanski Most község területénél maradt.